# Lorna Bracewell
Lorna Bracewell (* 1984 in Saint Petersburg, Florida) ist eine US-amerikanische Singer-Songwriterin und Gitarristin.

## Leben
Sie begann als Indierockerin bereits vor der Highschool, sang und übernahm das Schlagzeug, schrieb früh eigenes Material. Ihr Debüt-Album Don’t Stop Now von 2001 enthält 13 Aufnahmen ihrer Live-Band Crosseyed und aus dem Garagen-Studio, die ihre Experimentierfreudigkeit dokumentieren.
Seit dem Abschluss der Highschool verdient sie ihren Lebensunterhalt als professionelle Musikerin. Meist steht sie ohne Begleitband auf der Bühne. Nebenbei unterrichtet sie an diversen Colleges Gender Studies, Songwriting und Bühnen-Performance. Sie tourt ständig durch Florida, gelegentlich durch andere US-Bundesstaaten. In Europa war sie mehrfach auf Tournee, hat 2003, 2006 und 2007 mehrwöchige „Acoustic-Club“-Tourneen durch Deutschland, Tschechien und Dänemark absolviert.
Das zweite Album Little Miss Obvious von 2003 enthält größtenteils eigene Stücke, darunter vier von Richard Serotta produzierte Tracks. Ihre rockig arrangierte Coverversion von Amazing Grace ist populär. Das zwei Jahre später erschienene Album God Forbid enthielt drei Stücke von ihr, die es in die engere Auswahl der International Songwriting Competition schafften.
Ihre Live-DVD von 2005 entstand im Zusammenhang ihres bürgerschaftlichen und frauenrechtlichen Engagements bei Konzerten für die Organisation Community Action Stops Abuse (CASA). Sie gründete On this Earth: Art to Inform, Enlighten and Empower, eine Konzert-Reihe gegen rassische und sexuelle Gewalt und für  religiöse Toleranz.  2006 durfte sie den Support als Anheizer für The Pretenders übernehmen. Auch mit der Little River Band tourte sie bereits 2004 als Vorgruppe.
Das 2007 herausgekommene Album Flowers on the Chains spielt im Titel auf ein Zitat von Karl Marx an. Es ist noch rockiger als die Vorgänger, enthält neben Eigenkompositionen energiereiche, groovige Coverversionen von den frühen Rolling Stones und von Bob Dylan.
Lorna Bracewell wird nicht selten verglichen mit dem Singer-Songwriter-Vorbild Ani DiFranco, einer in ihrer Performance ähnlich selbstbewusst textenden und musikalisch ebenso vielseitigen Artistin. Ihre tiefere, voluminöse Alt-Stimme, ihr Groove auf der Jumbo Taylor-Gitarre und ihre witzigen, selbstironischen Entertainer-Qualitäten auf der Bühne unterscheiden sie von einer Kopie indes deutlich.

## Diskografie
- Don’t Stop Now Debüt-Album (2001)
- Little Miss Obvious Album (2003)
- God Forbid Album (2005)
- Live for CASA Live-Album, CD und DVD (2005)
- Flowers on the Chains Album (2007)
- Released Best of Live-Album Compilation (2010)

## Auszeichnungen (Auswahl)
- Sieger der Life Arts Peninsula Foundation Young Florida Writer’s Competition (2002)
- Nominierung als Best Solo Artist (2006) der Programming Awards des Bundesstaats Florida
- Mitglied des 2006–2008 Florida State Touring Program der Florida Division of Cultural Affairs (Kultur-Ministerium Florida)